# Lauratonematidae
Lauratonematidae är en familj av rundmaskar. Lauratonematidae ingår i ordningen Enoplida, klassen Adenophorea, fylumet rundmaskar och riket djur. Enligt Catalogue of Life omfattar familjen Lauratonematidae 10 arter. 
Kladogram enligt Catalogue of Life och Dyntaxa:
| Lauratonematidae | \| \| Lauratonema \| \| \| \| \| \| Lauratonemoides \| \| \| \| |
|                  | \| \| Lauratonema \| \| \| \| \| \| Lauratonemoides \| \| \| \| |
|                  | Alaimidae                                                       |
|                  |                                                                 |
|                  | Anoplostomatidae                                                |
|                  |                                                                 |
|                  | Anticomidae                                                     |
|                  |                                                                 |
|                  | Cryptonchidae                                                   |
|                  |                                                                 |
|                  | Enchelidiidae                                                   |
|                  |                                                                 |
|                  | Enoplidae                                                       |
|                  |                                                                 |
|                  | Eurystominidae                                                  |
|                  |                                                                 |
|                  | Ironidae                                                        |
|                  |                                                                 |
|                  | Leptosomatidae                                                  |
|                  |                                                                 |
|                  | Oncholaimidae                                                   |
|                  |                                                                 |
|                  | Onchulidae                                                      |
|                  |                                                                 |
|                  | Oxystominidae                                                   |
|                  |                                                                 |
|                  | Phanerodermatidae                                               |
|                  |                                                                 |
|                  | Phanodermatidae                                                 |
|                  |                                                                 |
|                  | Prismatolaimidae                                                |
|                  |                                                                 |
|                  | Rhabdodemaniidae                                                |
|                  |                                                                 |
|                  | Symplocostomatidae                                              |
|                  |                                                                 |
|                  | Thoracostomopsidae                                              |
|                  |                                                                 |
|                  | Trefusiidae                                                     |
|                  |                                                                 |
|                  | Triodontolaimidae                                               |
|                  |                                                                 |
|                  | Tripylidae                                                      |
|                  |                                                                 |
|                  | Tripyloididae                                                   |
|                  |                                                                 |
|                  | Lauratonema                                                     |
|                  |                                                                 |
|                  | Lauratonemoides                                                 |
|                  |                                                                 |

|  | Lauratonema     |
|  |                 |
|  | Lauratonemoides |
|  |                 |